# Луций Нумиторий
Луций Нумиторий (Lucius Numitorius) е политик на Римската република през 5 век пр.н.е.
През 470 пр.н.е. той е народен трибун по времето на втория консулат на Луций Валерий Поцит и колегата му Тиберий Емилий Мамерк и по времето на процеса на Апий Клавдий Крас. Той е в опозиция на Спурий Опий.
Вероятно е баща на Публий Нумиторий (народен трибун 449 пр.н.е.).
Роднина e на Вергиния, годеницата на Луций Ицилий, към която има интерес през 451 пр.н.е. децемвирът Апий Клавдий Крас.